# Rivers of Babylon
 (novembre 2016).
Si vous disposez d'ouvrages ou d'articles de référence ou si vous connaissez des sites web de qualité traitant du thème abordé ici, merci de compléter l'article en donnant les références utiles à sa vérifiabilité et en les liant à la section « Notes et références ».
Rivers of Babylon est à l'origine une chanson populaire des communautés rasta, les percussions sont sur un rythme Nyahbinghi et les paroles sont un psaume tiré de la Bible. Elle est devenue plus célèbre par le groupe de rocksteady The Melodians en 1970 (qui figurait sur la bande originale du film The Harder They Come avec Jimmy Cliff en 1972), et est devenue populaire grâce à la reprise disco de Boney M en 1978.
Les paroles proviennent des psaume 137 et psaume 19 verset 14 du Livre des Psaumes (Ancien Testament de la Bible).

## Traduction en français du passage dupsaume 137figurant dans la chanson - (Bible Louis Segond)
1. Sur les bords des fleuves de Babylone (note : Euphrate et Tigre), nous étions assis et nous pleurions, en nous souvenant de Sion (note : Jérusalem).
2. Aux saules de la contrée nous avions suspendu nos harpes.
3. Là, nos vainqueurs nous demandaient des chants, et nos oppresseurs de la joie : chantez-nous quelques-uns des cantiques de Sion !
4. Comment chanterions-nous les cantiques de l'Éternel sur une terre étrangère ?

## Traduction en français du passage du psaume 137 - (Bible traduite par A. Chouraqui[1])
1. Sur les fleuves de Babèl, nous habitions là. Nous pleurions aussi, en mémorisant Siôn. (note : Zion)
2. Sur les saules, en son sein, nous suspendions nos lyres.
3. Oui, nos geôliers nous demandaient les paroles d’un poème ; nos pillards, de la joie : « Poétisez-nous un poème de Siôn ! »
4. Quoi, poétiser le poème de IHVH-Adonaï (note : = Jah, etc.) sur une glèbe étrangère ?

## Autour de la chanson
L'opéra de Verdi Nabucco est inspiré du même épisode biblique ; le chœur Va, pensiero provient de ce même psaume.
Le titre du livre de Paulo Coelho, Sur le bord de la rivière Piedra, je me suis assise et j'ai pleuré, provient du même psaume.
C'est le même rythme qui a été repris par Bob Marley pour son psaume rasta : Chant down Babylon.
La chanson apparaît dans le film Série noire (1979) réalisé par Alain Corneau et participe à l'ambiance décalée du film.
Elle apparaît aussi dans le jeu vidéo Les Lapins Crétins : La Grosse Aventure en tant que musique d’ascenseur dans certains niveaux.

## Texte en anglais
By the rivers of Babylon

There we sat down 

And there we wept 

When we remembered Zion. 

Cause the wicked carried us away in captivity 

Requiring from us a song 

Now how shall we sing Lord's Song 

In a strange land. 

Let the words of our mouth 

And the meditation of our hearts 

Be acceptable in thy sight 

Here tonight. 

Ce dernier verset, apparemment chanté d'une voix caverneuse par Bobby Farrell, le chanteur est en réalité la voix du producteur du groupe Frank Farian ().

## Autres reprises
Parmi les artistes ayant repris cette chanson se trouvent :
- Linda Ronstadt sur l'album Hasten Down the Wind (1976) ;
- Boney M en 1978
- U-Roy dans Jah Son of Africa (Virgin, 1978)
- le groupe Sublime dans une version à la guitare acoustique sur l'album 40 Oz. to Freedom (1992) ;
- Steve Earle sur Train a Comin' (1996) ;
- Snuff dans une version ska punk (1997) ;
- Inner Circle dans l'album Jamaika Me Crazy sorti en 1999
- The Neville Brothers sur Walkin' In the Shadow of Life (2004) ;
- Sinead O'Connor sur Theology (2007).
- Don Carlos sur Time Is the Master
- Terry Lynn sur Kingstonlogic 2.0 (2009)
- Barefoot Truth et Naia Kete (2009)
- Sons of Kemet sur Burn (2013)
- Liz Mc Comb sur l'album  Le meilleur de Liz Mc Comb
- Inna de yard sur l'album Masters of Reggae (Earl Chinna Smith, Kiddus I, Cedric Congo, Derajah, M Mc Anuff, Fanso Craig...)